# SNCF Connect
SNCF Connect, anciennement Voyages-SNCF, puis Oui.sncf jusqu'au 25 janvier 2022,,, est la plateforme de réservation de la SNCF avec une offre de mobilité plus étendue, développée par SNCF Connect & Tech, filiale privée de SNCF Voyageurs. C'est également le premier site e-commerce de vente de billets de train en France, le deuxième site de tourisme en ligne et le premier site d'e-commerce français.

## Histoire
En 2001, sncf.com s'associe à Expedia, alors premier site de voyage aux États-Unis, et le nouveau service se renomme « voyages-sncf.com ».
Voyages-sncf.com est décliné en plusieurs applications de préparation au voyage :
- en 2003, voyages-sncf.com lance le billet de train commandé et imprimé de chez soi[9],[10]. Il s'agit du premier site e-commerce à proposer ce service[11] ;
- en 2007, Oui.sncf l'un des premiers site de vente en ligne à se lancer sur mobile[12] ;
- en 2009, la SNCF propose le billet virtuel (ou dématérialisé)[13] ;
- en décembre 2009, l'appli V. pour réserver des billets de train, consulter les horaires, acheter des billets, poser des options, annuler ou échanger un voyage ;
- en octobre 2011, l'application Petits voyages entre amis, outil d'aide à la création de voyages collaboratifs[14],[15] ;
- en mars 2013, l'application Hôtel Voyages-SNCF, pour réserver un hôtel, qui deviendra l'application Agence Voyages-SNCF en 2015 ;
- en 2013, le M-billet, billet de train en version mobile, est étendu à 80 % des trajets TGV et Intercités et synchronisé dans l'application mobile V.

En 2015, voyages-sncf.com se déploie en Chine et en Russie.
Début 2016, l'application mobile V passe le cap des 15 millions de téléchargements, est disponible dans 90 pays et propose une extension dédiée pour les montres connectées Android et Apple Watch. Le mobile représente 63 % de l'audience du groupe et une transaction sur trois. La même année, voyages-sncf.com intègre Facebook Messenger dans sa relation client, qui permet entre autres d'avoir des informations détaillées sur une réservation ou bien encore de poser des questions liées aux services proposés.
En juillet 2017, voyages-sncf.com, pour renforcer son implantation sur le marché britannique et bénéficier de son expertise technologique et en expérience client, rachète la start-up britannique Loco2, créée en 2012. En décembre 2017, voyages-SNCF.com devient Oui.sncf,.
En 2018, la SNCF lance le chatbot Ouibot pour accompagner les clients dans leurs achats sur Internet. En juin de la même année, la SNCF lance l'application « L'Assistant », qui permet d'assister les clients dans leur déplacement, agrégeant les offres complémentaires comme la voiture et le vélo entre autres.
En avril 2019, Oui.sncf signe un partenariat avec Cdiscount pour son offre dédiée Cdiscount Voyages.
Anne Pruvot est nommée DG de e.Voyageurs en janvier 2021,.
Le 25 janvier 2022, Oui.sncf devient SNCF Connect. Ce changement s'accompagne d'une nouvelle application,, qui propose en autres des offres de covoiturage ou de réservation de taxis et VTC, ainsi que l'état du trafic. Sur l'ensemble de l'année 2022, SNCF Connect a vendu plus de 190 millions de billets et revendique 1 milliard de billets vendus,.

### Changement de marque
En juin 2017, le président de SNCF, Guillaume Pepy, annonce le changement de nom de Voyages-sncf.com, qui doit devenir quelques mois plus tard OUI.sncf. Cette annonce coïncide avec le lancement de deux lignes à grande vitesse Atlantique et Ouest inaugurées en juillet : Paris-Rennes et Paris-Bordeaux.
C'est ainsi sous la bannière Oui.sncf que l'on retrouve des offres TGV rebaptisées elles aussi « TGV inOui », une offre premium, et « Ouigo », offre low cost, ainsi que tous les services commerciaux eux aussi estampillés Oui, tels que OuiCar ou Ouibus.
Le changement entre voyages-sncf.com et Oui.sncf s'opère le 6 décembre 2017 entre trois et quatre heures du matin (UTC+01:00). 500 000 pages internet sont migrées et 20 000 pages sont changées en profondeur. La mise à jour est effectuée d'abord sur l'un des deux centres de données du site (situés à Lille et Saint-Denis), puis sur l'autre.
Le nom du service utilise le domaine de premier niveau .sncf acquis en juin 2015, et constitue sa première véritable utilisation. Le nom de domaine « oui.com », appartenant à la marque de vêtement allemande Oui, n'est pas racheté au vu de la somme qu'il aurait fallu dépenser.
La marque se décline ainsi :
- voyages-sncf.com est distributeur de la SNCF et a un rayonnement européen avec quinze sites web et mobile en huit langues, déployés dans plusieurs pays[40] ;
- voyages-sncf.com devient Oui.sncf, et V. Pro devient Oui Pro. V.Pro a été lancé en 2016[41] ;
- ACT574, l'accélérateur de start-ups de Oui.sncf ;
- #OpenVSC devient Oui Talk, un blog et une plateforme de co-construction[42].

En janvier 2022, le président de SNCF Voyageurs, Christophe Fanichet annonce la fusion de la plateforme de vente Oui.sncf et de l'Assistant SNCF, qui donne des informations sur l'état du trafic, à travers la création d'un nouveau site et d'une nouvelle application mobile : SNCF Connect,. La médiocrité de l'application SNCF Connect amène le président de la SNCF, Jean-Pierre Farandou, à intervenir sur les médias pour tenter de calmer les clients et promettre des adaptations.
En novembre 2022, SNCF Connect ajoute de nouveaux moyens de paiement comme le chèque-vacances Connect.
En novembre 2023, le titre de Service client de l'année 2024 dans la catégorie plateforme de réservations est décerné à l'application SNCF Connect. C'est l'occasion pour les clients qui ont été échaudés par les dérapages de cette application de s'en donner à cœur joie sur Twitter pour se moquer de l'attribution de ce label.

## Services
Oui.sncf offre la possibilité d'acheter différents titres de transport : train, bus, transports en commun en Île-de-France et dans plusieurs agglomérations mais aussi de bénéficier d'offres multimodales qui permettent au voyageur de préparer entièrement son déplacement, de son point de départ à sa destination finale. SNCF Connect est disponible dans 22 réseaux de transports urbains à travers la France et les billets peuvent être stockés et validés directement via un smartphone,,,.
Le site distribue les transporteurs et services des entités suivantes : toutes les offres SNCF Voyageurs (tels que TGV inOui, TER, Ouigo, Intercités, Eurostar, etc.), les transports en commun en Ile-de-France et dans plusieurs agglomérations françaises, les trajets en car de BlaBlaCar ainsi que FlixBus, 270 000 hôtels référencés, 30 loueurs de voitures et des services de covoiturage. Avec plus de 12 millions de visiteurs uniques par mois, le site voyages-sncf.com est décliné en applications mobiles et sur les réseaux sociaux.
Le site dispose également d'un dialogueur, appelé « OuiBot », qui permet aux internautes d'acheter leur billet en échangeant à l'écrit ou à l'oral avec un assistant virtuel. Il s'agit de positionner Oui.sncf sur le marché du commerce conversationnel. Ce bot permet par exemple aux abonnés Max Jeune de réserver très rapidement leurs billets, via Facebook Messenger et WhatsApp.

## Organisation
SNCF Connect & Tech rassemble 1 000 collaborateurs à Lille, Nantes et Paris.

## Identité visuelle

Logos
Voyages-sncf.com de 2002 à 2006.
Voyages.sncf.com d'octobre 2006 à septembre 2012.
Voyages.sncf.com de septembre 2012 au 7 décembre 2017.
Oui.sncf du 7 décembre 2017 au 25 janvier 2022.
SNCF Connect à partir du 25 janvier 2022.

## Slogan
- 2002 : « L'hypervoyage »
- 2005 - 2006 : « Plus loin que vous ne l'imaginez »
- 2018 : « Libère vos envies de voyage »

## Chiffres
Selon une étude Médiamétrie/Netratings, voyages-sncf.com est le premier site web de voyages en France avec six millions de visiteurs uniques en novembre 2015.
| Année                                                             | 2004   | 2007 | 2008 | 2009 | 2010 | 2011 | 2012 | 2013 | 2014 | 2015 | 2016 | 2017 | 2018 | 2021 | 2022 |
| ----------------------------------------------------------------- | ------ | ---- | ---- | ---- | ---- | ---- | ---- | ---- | ---- | ---- | ---- | ---- | ---- | ---- | ---- |
| Chiffres d'affaires (en milliards d'euros)                        | 0,784  | 1,86 | 1,98 | 2,4  | 2,8  | 3,2  | 3,6  | 4    | 4,2  | 4,32 | 4,1  | 4,6  | 4,8  | 26,7 |      |
| Nombre de transactions en ligne (en millions)                     | 11,1   | 25   | -    | -    | -    | -    | -    | -    | -    | -    | -    |      |      |      |      |
| Nombre de billets vendus (en millions)                            | -      | 38   | 54   | 55   | -    | -    | 68   | 75   | 78   | 83   | 86   | 99   | 110  |      | 190  |
| Nombre de billets vendus sur mobile (en millions)                 | -      | -    | -    | -    | -    | 2    | 4    | 7    | 10   | 18   |      |      |      |      |      |
| Part des ventes de la SNCF                                        | 12,2 % | 25 % | 27 % | 29 % | 36 % | -    | -    | -    | -    | -    |      |      |      |      |      |
| Ventes de l'activité de l'agence de voyages (en millions d'euros) | 135,2  | -    | 246  | 235  | -    | -    | -    | -    | -    | -    |      |      |      |      |      |
| Effectif du personnel                                             | 100    | 200  | 225  | -    | -    | -    | -    | -    | 950  | 1000 | 1200 |      |      |      |      |

## Critiques
En février 2022, le site et l'application font toujours l'objet d'un rejet important de la part des clients de la SNCF,,. Le 13 février, le ministre délégué chargé des Transports, Jean-Baptiste Djebbari, demande à la SNCF de résoudre rapidement les dysfonctionnements signalés.

### Ergonomie du site
En 2008, la presse se fait l'écho du mécontentement de clients, notamment sur le système de réservation qui semble multiplier les incohérences, ainsi que sur l'ergonomie du site, qui inciterait certains clients à utiliser les sites des CFF, de la Deutsche Bahn ou de la SNCB afin de consulter les horaires ou préparer des voyages avec de nombreuses correspondances (la réservation étant impossible sur ces sites). Le site ne permet pas non plus de réserver un trajet avec plus de deux correspondances. Pour répondre aux besoins d'évolution d'ergonomie et de sécurité, le site a subi une refonte totale en 2012, sous la forme d'un projet nommé « digital fusion ».
En avril 2022, Christophe Fanichet, président-directeur général de SNCF Voyageurs annonce que le mode sombre ne sera plus imposé mais qu'une alternative apparaîtra dès le mois d'avril 2022.

### Sécurité
En 2008, un article du Canard enchaîné a pointé de possibles failles dans la fiabilité du système de transactions bancaires. Quelque temps plus tard, voyages-sncf.com a été paralysé par un bug informatique au sein de ses installations, entravant son activité pendant plusieurs jours. Afin de garantir la sécurité des transactions bancaires sur le site, voyages-sncf.com a mis en place en 2011 le système 3-D Secure.
Rachel Picard (ancienne DG), préfère communiquer sur son trophée de « meilleur site de l'année 2008 », obtenu au cours d'une élection organisée par la Fevad (dont voyages-sncf.com est adhérent). Devant ce spam aux allures de provocation, les clients ne peuvent réagir que par humour, n'ayant à l'époque aucune alternative en ligne pour réserver leurs billets de train en France. Ce n'est plus le cas aujourd'hui : la startup Captain Train (désormais Trainline) vend, depuis avril 2011, des billets de train de la SNCF sur son site Internet.
Pendant les années 2008 et 2009, les anomalies graves de sécurité perdurent, tandis que les dysfonctionnements se multiplient,, obligeant le site à filtrer les requêtes.

### Complexité des tarifs
Le site est parfois critiqué pour l'opacité et la complexité de ses tarifs, du fait notamment que les prix ne sont pas fixés par une seule entité : par exemple, les prix des TER dépendent aussi des régions, qui négocient les montants.

### Expedia et les paradis fiscaux
D'après BFM Business, « le chiffre d'affaires est réalisé à 94 % avec le groupe Expedia », car l'agence voyages-sncf.com se fournit principalement auprès du groupe Expedia. Expedia paie très peu d'impôts en France et la moitié des bénéfices passe par plusieurs paradis fiscaux (notamment le Luxembourg, les Îles Caïmans, les Îles Vierges britanniques et Singapour).

### Pratiques anticoncurrentielles
En 2002, une procédure est engagée par divers acteurs contre la SNCF et Expedia pour leurs pratiques anticoncurrentielles.
Début 2009, le Conseil de la concurrence sanctionne la SNCF et Expedia pour entente illicite et abus de position dominante,. Le Conseil inflige une amende de 5 millions d'euros à la SNCF et sanctionne Expedia à hauteur de 500 000 euros. La SNCF s'engage à faciliter la vente de billets de train en ligne par les agences de voyages.
Expedia fait appel de la décision. En revanche, la SNCF clôt le chapitre par une procédure de non contestation des griefs, en 2010 la Cour d'appel de Paris confirme les amendes infligées en 2009 par le Conseil de la concurrence à l'encontre de la SNCF et d'Expedia pour pratiques anticoncurrentielles.
En 2013, la condamnation est confirmée en cassation. L'arrêt de la Cour de cassation, retient que « l'entente a été mise en œuvre par une entreprise disposant d'un monopole légal, qu'elle a utilisé pour fausser la concurrence par les mérites, et par un groupe américain occupant une position de leader mondial de la vente de voyages en ligne, qu'elle a affecté le marché émergent de la vente de voyages en ligne et qu'elle a duré plus de six années »,.
En 2014, la SNCF présente ses engagements à l'Autorité de la concurrence afin d'empêcher que voyages-sncf.com ne bénéficie d'un traitement préférentiel par rapport à ses concurrents. L'Autorité de la concurrence accepte les engagements pris par la SNCF, les rend obligatoires et clôt la procédure,.
Depuis, plusieurs sites vendent également des billets de train, comme Trainline, Omio, ou Kombo.

### Lancement de l'application SNCF Connect
Le 25 janvier 2022, le démarrage du nouveau site SNCF Connect se fait dans la difficulté, les fonctions de base proposées aux usagers n'étant pas au rendez-vous, même si la partie back-office semble réussie. Une partie des innovations de oui.sncf ne sont pas encore disponibles. Le PDG de la SNCF Jean-Pierre Farandou assure que l'ensemble des problèmes de l'application seront réglés à la fin du mois de mars de la même année.
En novembre 2022, SNCF Connect ajoute de nouveaux moyens de paiement tels que Chèque-Vacances Connect, Cartes budget mobilité, Apple Pay, Betterway, Swile ou bien encore TotalEnergies.
Lors de son lancement, SNCF Connect imposait le mode sombre, bien que celui-ci soit difficilement lisible pour 25 % de la population (myopes, astigmates) et inutile en environnement éclairé,,,. En mai 2022, l'application SNCF Voyageurs se dote du thème clair. Toujours en mai 2022, l'intégration des billets dans l'app Cartes (anciennement Wallet) sur les appareils iOS est opérationnelle. Le téléchargement d'un justificatif pour un voyage en TER apparaît également plus tôt fin mars de la même année.
En juin 2022, malgré les déboires, SNCF Connect est déjà téléchargée 25 millions de fois depuis sa mise en ligne contre 23 millions pour l'application Oui.sncf.

### Webloyality
SNCF Connect affichait, après le paiement du billet, une publicité pour le programme Remises et réductions de la société de marketing Webloyality qui permettait d'obtenir des remboursements cashback de 15% sur le montant hors-taxes d'achats sur plusieurs centaines de sites marchands contre le paiement d'un abonnement mensuel. Après avoir défendu la liberté de gestion commerciale dont dispose la SNCF et confirmé la légalité de l'offre et l'intérêt pour les consommateurs en choisissant le leader dans le secteur du cashback dans une réponse publiée au Journal officiel par le ministère des Transports. Le ministre délégué aux transports de l'époque Clément Beaune demande personnellement et choisi une position contraire à son ministère.[pas clair] En juillet 2023, sous la réclamation du député Modem Philippe Latombequi considère cela comme de l'hameçonnage et demande son débranchement. L'offre n'est plus proposée sur le site depuis mars 2024.

### Réservations depuis l'étranger
Si l'on réserve un ticket depuis l'étranger, on n'obtient pas de code QR pour les tronçons à l'étranger, avec un message demandant de retirer le ticket à une borne SNCF, ce qui est pour le moins difficile quand on est à l'étranger. L'application accepte le paiement mais ne fournit rien en échange.[pas clair]